# Karol Świderski
Karol Świderski (Rawicz, 1997. január 23. –) lengyel válogatott labdarúgó, a görög Panathinaikósz csatára.

## Pályafutása

### Klubcsapatokban
Świderski a lengyelországi Rawicz városában született. Az ifjúsági pályafutását a helyi Rawia Rawicz csapatában kezdte, majd 2012-ben UKS SMS Łódź akadémiájánál folytatta.
2014-ben mutatkozott be a Jagiellonia Białystok első osztályban szereplő felnőtt csapatában. 2014. augusztus 23-án, a Śląsk Wrocław ellen 3–1-re elvesztett mérkőzésen debütált.
2019 januárjában a görög PAÓK csapatához igazolt. Először a 2019. január 27-ei, OFI Kréta elleni mérkőzés 81. percében Omar El Kaddouri cseréjeként lépett pályára. A következő fordulóban, január 30-án, a Giannina ellen 2–1-re megnyert találkozón szerezte.
2022. január 26-án négy éves szerződést kötött az újonnan alakult, amerikai első osztályban érdekelt Charlotte együttesével. Először a 2022. március 6-ai, LA Galaxy elleni mérkőzésen lépett pályára. 2022. március 20-án, a New England Revolution ellen 3–1-re megnyert találkozón kétszer is betalált a hálóba. Hat nappal később, a Cincinnati ellen 2–0-ra megnyert mérkőzésen újra duplázott. A 2023–24-es szezon második felében az olasz Hellas Veronánál szerepelt kölcsönben. 2025 januárjában visszatért Görögországba és a Panathinaikósznál folytatta pályafutását.

### A válogatottban
Świderski az U18-astól az U21-esig minden korosztályban képviselte Lengyelországot.
2021-ben debütált a lengyel válogatottban. Először 2021. március 28-án, Andorra ellen 3–0-ra megnyert VB-selejtező 63. percében Robert Lewandowski cseréjeként lépett pályára és a 88. percben megszerezte első válogatott gólját is. A 2020-as labdarúgó-Európa-bajnokságon a lengyel keret tagja volt.

## Statisztikák
2023. június 25. szerint
| Klub                  | Szezon   | Osztály             | Bajnokság | Bajnokság | Kupa  | Kupa | Nemzetközi | Nemzetközi | Összesen | Összesen |
| Klub                  | Szezon   | Osztály             | Meccs     | Gól       | Meccs | Gól  | Meccs      | Gól        | Meccs    | Gól      |
| --------------------- | -------- | ------------------- | --------- | --------- | ----- | ---- | ---------- | ---------- | -------- | -------- |
| Jagiellonia Białystok | 2014–15  | Ekstraklasa         | 7         | 1         | 0     | 0    | —          | —          | 7        | 1        |
| Jagiellonia Białystok | 2015–16  | Ekstraklasa         | 31        | 4         | 1     | 1    | 4          | 2          | 36       | 7        |
| Jagiellonia Białystok | 2016–17  | Ekstraklasa         | 26        | 2         | 1     | 1    | 0          | 0          | 27       | 3        |
| Jagiellonia Białystok | 2017–18  | Ekstraklasa         | 32        | 5         | 0     | 0    | 1          | 0          | 33       | 5        |
| Jagiellonia Białystok | 2018–19  | Ekstraklasa         | 17        | 8         | 3     | 1    | 3          | 0          | 23       | 9        |
| Jagiellonia Białystok | Összesen | Összesen            | 113       | 20        | 5     | 3    | 8          | 2          | 126      | 25       |
| PAÓK                  | 2018–19  | Super League Greece | 11        | 4         | 4     | 2    | —          | —          | 15       | 6        |
| PAÓK                  | 2019–20  | Super League Greece | 34        | 11        | 4     | 2    | 3          | 1          | 41       | 14       |
| PAÓK                  | 2020–21  | Super League Greece | 35        | 11        | 5     | 0    | 9          | 0          | 49       | 11       |
| PAÓK                  | 2021–22  | Super League Greece | 16        | 4         | 3     | 0    | 10         | 0          | 29       | 4        |
| PAÓK                  | Összesen | Összesen            | 96        | 30        | 16    | 4    | 22         | 1          | 134      | 35       |
| Charlotte             | 2022     | MLS                 | 30        | 10        | 0     | 0    | —          | —          | 30       | 10       |
| Charlotte             | 2023     | MLS                 | 17        | 5         | 3     | 1    | —          | —          | 20       | 6        |
| Charlotte             | Összesen | Összesen            | 47        | 15        | 3     | 1    | 0          | 0          | 50       | 16       |
| Összesen              | Összesen | Összesen            | 256       | 65        | 24    | 8    | 30         | 3          | 311      | 76       |

### A válogatottban
| Válogatott    | Év       | Pályára lépés | Gól |
| ------------- | -------- | ------------- | --- |
| Lengyelország | 2021     | 14            | 6   |
| Lengyelország | 2022     | 5             | 2   |
| Lengyelország | 2023     | 9             | 2   |
| Lengyelország | 2024     | 10            | 1   |
| Lengyelország | 2025     | 2             | 2   |
| Összesen      | Összesen | 40            | 13  |

#### Góljai a válogatottban
| #  | Időpont              | Helyszín                                       | Ellenfél     | Gólok | Eredmény | Kiírás                                     |
| -- | -------------------- | ---------------------------------------------- | ------------ | ----- | -------- | ------------------------------------------ |
| 1  | 2021. március 28.    | Stadion Wojska Polskiego, Varsó, Lengyelország | Andorra      | 3–0   | 3–0      | 2022-es VB-selejtező                       |
| 2  | 2021. június 8.      | Stadion Miejski, Poznań, Lengyelország         | Izland       | 2–2   | 2–2      | Barátságos mérkőzés                        |
| 3  | 2021. szeptember 5.  | Olimpiai Stadion, Serravalle, San Marino       | San Marino   | 2–0   | 7–1      | 2022-es VB-selejtező                       |
| 4  | 2021. október 9.     | Nemzeti Stadion, Varsó, Lengyelország          | San Marino   | 1–0   | 5–0      | 2022-es VB-selejtező                       |
| 5  | 2021. október 12.    | Arena Kombëtare, Tirana, Albánia               | Albánia      | 1–0   | 1–0      | 2022-es VB-selejtező                       |
| 6  | 2021. november 15.   | Nemzeti Stadion, Varsó, Lengyelország          | Magyarország | 1–1   | 1–2      | 2022-es VB-selejtező                       |
| 7  | 2022. június 1.      | Városi Stadion, Wrocław, Lengyelország         | Wales        | 2–1   | 2–1      | 2022–2023-as UEFA Nemzetek Ligája (A liga) |
| 8  | 2022. szeptember 25. | Cardiff City Stadion, Cardiff, Wales           | Wales        | 1–0   | 1–0      | 2022–2023-as UEFA Nemzetek Ligája (A liga) |
| 9  | 2023. március 27.    | Nemzeti Stadion, Varsó, Lengyelország          | Albánia      | 1–0   | 1–0      | 2024-es EB-selejtező                       |
| 10 | 2023. október 15.    | Nemzeti Stadion, Varsó, Lengyelország          | Moldova      | 1–1   | 1–1      | 2024-es EB-selejtező                       |
| 11 | 2024. június 10.     | Nemzeti Stadion, Varsó, Lengyelország          | Törökország  | 1–0   | 2–1      | Barátságos mérkőzés                        |
| 12 | 2025. március 24.    | Nemzeti Stadion, Varsó, Lengyelország          | Málta        | 1–0   | 2–0      | 2026-os VB-selejtező                       |
| 13 | 2025. március 24.    | Nemzeti Stadion, Varsó, Lengyelország          | Málta        | 2–0   | 2–0      | 2026-os VB-selejtező                       |

## Sikerei, díjai
PAÓK
- Super League Greece
  - Bajnok (1): 2018–19

- Görög Kupa
  - Győztes (2): 2018–19, 2020–21